# Tabanus candidus
Tabanus candidus es una especie de díptero de la familia  de los tabánidos. Se distribuye en Taiwán.
Este tábano es una especie muy cercana a Tabanus birmanicus pero completamente diferente. Es grande y de color negro.